# 雷競斌
雷競斌，人稱Ya叔，前《天天日報》總編輯及前《大公報》執行總編輯，前亞洲電視執行董事，當時亦主管新聞部兼任副總裁、總採訪主任及總編輯，其任內將節目《ATV焦點》由專題報道改為評論式節目，備受爭議。
雷競斌亦為香港陝西聯誼會第6屆理事、香港文化藝術界慶祝中華人民共和國成立週年國慶籌委會主席團成員。

## 軼事
雷競斌早年於香港中文大學哲學系畢業，曾於《東方日報》、《東周刊》、《大公報》任職，一度在《大公報》出任助理總編輯，1992年轉往《天天日報》擔任總編輯，並大肆改革風月版，開創色情資訊化，加強刺激官能上的刺激。2004年回到《大公報》，接任楊祖坤擔任執行總編輯兼港聞課主任，直至2012年經亞洲電視執行董事高級顧問王征介紹轉職至亞洲電視。
1996年10月，雷競斌曾在《天天日報》以〈元老獲訪京、剃證監眼眉〉為題批評涉及「七君子案」的前香港聯合交易所主席冼祖昭。及後，冼祖昭認為該報刊文章涉及誹謗；因報導指稱他是證券及期貨事務監察委員會眼中的「污點分子」，份屬貪污，不適合代表證券界。冼祖昭遂入稟控告《天天日報》及時任總編輯的雷競斌，雷競斌未有抗辯而被判敗訴及損害冼祖昭之律師形象，法庭終於2002年1月裁定惡意誹謗成立，被告需賠償三百萬港元；但當時《天天日報》已停刊，資不抵債。
1999年，文化傳信累積巨額虧損、加上持有人胡仙捲入「胡仙案」，雷競斌與同為《天天日報》高層的關越強及陳啟祥合組智信政經顧問公司，一度有意收購文化傳信旗下的《天天日報》；最終，澳洲上市公司金網資本成功收購《天天日報》。
2009年3月，雷競斌曾應邀主持香港樹仁大學之週會講座，對時任亞洲電視執行主席張永霖批評《大公報》為左派報紙、缺乏公信力力斥並反駁，指張永霖上任只12天便下台（惟事實上，上任12天便下台者為王維基，而非張永霖），張永霖應先自行檢討；雷競斌並諷刺：「一個更沒公信力的人說一份報紙沒有公信力，那便是負負得正了！」雷競斌又道：「沒有一份報紙沒政黨！」而當該校新聞與傳播學系主任梁天偉稱《大公報》是黨報、雷競斌乃官員，雷競斌強烈回應「我不是共產黨員」。講座過後，《東方日報》一度入稟香港高等法院，控告雷競斌誹謗並索償。而雷競斌在演講後翌日在《大公報》刊登一則聲明，表示演講內容非特指《東方日報》，並對事件致歉。
2014年2月26日，消息指出，前日在亞洲電視管理層會議上，有極高層突然宣布即時解除雷競斌的執行董事職務；同日，《香港蘋果日報》記者向雷競斌與亞視公關部查證此事，雷競斌拒絕回應，亞視公關部回覆「無可奉告」。2014年2月27日，亞洲電視公告：亞洲電視股東之一龍維有限公司不再委任雷競斌為執行董事，改為委任葉家寶為執行董事。
2014年11月25日，雷競斌說，他上任亞洲電視執行董事不到半年就被解僱，是因為他不與王征合作；王征有時每星期發短訊給他兩、三次，有時涉及亞視；他已將懷疑王征干預亞視運作的短訊提交通訊事務管理局，由該局判斷是否干預亞視運作；他在任時有阻止王征干預亞視運作，但已記不清楚王征干預的次數及內容。

## 爭議
2012年9月3日，6時40分的《ATV焦點》評論描述泛民主派為立法會的「破壞派」，將當時立法會選舉與學民思潮所發起的反德育及國民教育科行動拉上關係，詳指香港受「破壞派」政客影響，諷其為謀取選票，以學民思潮之學子作為棋子，還指「這些少年玩起政治來拙劣非常，不過是幾名任性使氣的惡少」。節目內容未有交代其製作部門、負責的監製或記者，僅在節目起始前申述為「個人意見節目」，卻有新聞部員工透露由雷競斌負責一手包辦節目的撰稿、審核以至監製，由非新聞部節目助理負責錄音及剪片，片長約3分鐘。
事沿亞洲電視執行董事高級顧問王征聘任雷競斌為副總裁，雷競斌獲派往新聞部主管專題報導。其中節目《ATV焦點》原於週一至五傍晚時份播出，原為兩位已離任的新聞部高層梁家榮及譚衛兒策劃，揀選重點新聞再採用新聞記者的觀點以深入角度剖析，可是，自從4月起，雷競斌插手掌管新聞部，將節目改為評論式節目，有指：「佢當係好似大公評論咁，鍾意點寫就點寫。」雷競斌又將其親建制之立場及《大公報》批鬥式評論之運作模式引入，據報導，新聞部總編輯、前資深記者馮兆寧較早前便因此而辭任，原因是不想被調配至跟從雷競斌工作。雷競斌被指將馮兆寧等人從新聞部前線編採工作，調往負責主理專題報導，馮兆寧遂於9月3日作出辭呈。
通訊事務管理局短短一天內便收到破紀錄的超過1萬個投訴，投訴量逾該局2008年至2009年，以及2009年至2010年所接獲的投訴宗數之總和，第二日接獲超過3萬個投訴。9月4日，民主黨成員下午就事件到亞洲電視門外進行示威抗議，直指為「亞毒言論」，並要求亞洲電視撤回相關評論，同時公開道歉。同日，亞洲電視記者在政府總部報導反德育及國民教育科之絕食行動時進行直播，遭到在場部份人士滋擾及批評。
12月5日，通訊事務管理局裁定9月份播出的五集有關反國民教育人士的《ATV焦點》違反了規管「個人意見節目」的《電視節目守則》第9章，包括該五集節目未能提供適當機會予其他人作回應，未有讓有關國民教育的多方面意見得以表達，提供不準確或誤導性的事實資料和於9月5日和6日兩集中有兩處錯誤的資料，因此向亞洲電視發出警告。

## 其他
雷競斌之兄長為雷競璇，香港中文大學歷史系畢業生，後赴法國留學，主修政治，以研究非洲國家為主，回香港後在中文大學及城市大學進行研究及授課，並著有關於選舉、香港、中國之中、英文政治書籍，亦經常發表政治評論。目前為中文大學香港亞太研究所名譽研究員及自由撰稿人，文章多散見於《信報》。